# فيضة المسعودي

## فيضة المسعوديː
فيضة المسعودي وتسمى أيضا روضة المسعودي تغطي منطقة منخفضة وشبه مستوية تقع إلى الغرب من رمال الدهناء، وتقدر مساحتها بحوالي 507هكتار (5.07 كيلومترا مربعا)، وتقع في محافظة رماح بوسط المملكة العربية السعودية، ضمن محمية الإمام عبد العزيز بن محمد الملكية، وتكون نقطة الوسط فيها تقريبا عند خط طول 47.46296 درجة شرقا ودائرة عرض 25.20402 درجة شمالا. وفيضة المسعودي تصب فيها مياه السيول من وادي المسعودي، وإذا كثرت كميات المياه فيها فإن المياه الزائدة تتدفق نحو الشرق وتتجمع في خبراء كبيرة تسمى بالفوارة محاذية لرمال الدهناء. ويشير تحليل التربة والقياسات والمشاهدات للفريق العلمي من المركز الوطني لتنمية الغطاء النباتي ومكافحة التصحر أثناء زيارته في الفترة من 12-16 فبراير 2023م إلى أن فيضة المسعودي تتكون من تربة طينية رملية منفذة للماء، حيث يمثل الطين 70% والرمل 30% مما جعلها تتميز بتغطية نباتية جيدة (76%) تتكون من الأشجار والشجيرات والأعشاب. والتنوع النباتي فيها جيد معظمه من الأعشاب الموسمية مثل النفل مع وجود نباتات معمرة مثل الطلح والعوسج والعشر والجثجاث والحرمل. وتبعد فيضة المسعودي عن مدينة الرياض حوالي 120كم، وتعد أحد المنتزهات الطبيعية التي تزورها العائلات والأفراد، خاصة عند نمو النباتات الحولية فيها بكثافة بعد سقوط الأمطار الغزيرة.